# Meiyun
Meiyun  är ett stadsdelsdistrikt i sydöstra Kina. Det ligger i stadsdistriktet Rongcheng i staden Jieyang i provinsen Guangdong, omkring 310 kilometer öster om provinshuvudstaden Guangzhou. Antalet invånare är 68 054. Befolkningen består av 32 955 kvinnor och 35 099 män. Barn under 15 år utgör 22,0 %, vuxna 15-64 år 71 %, och äldre över 65 år 6,0 %.